# Yuki Kitai
Yuki Kitai (født 27. januar 1990) er en japansk fodboldspiller, som spiller for den japanske fodboldklub SC Sagamihara.